# Adolf Stöhr
Adolf Stöhr (ur. 24 lutego 1855 w St. Pölten, zm. 10 lutego 1921 w Wiedniu) – austriacki filozof i psycholog, profesor Uniwersytetu Wiedeńskiego. Zajmował się m.in. zagadnieniami filozofii języka, metafizyki i logiki.

## Życiorys
Ukończył Piaristengymnasium w Wiedniu. Od 1873 roku studiował botanikę i filozofię na Uniwersytecie Wiedeńskim. W 1885 habilitował się z filozofii, w 1900 roku został profesorem nadzwyczajnym, w 1910 profesorem zwyczajnym.

## Wybrane prace
- Umriss einer Theorie der Namen. Leipzig: F. Deuticke, 1889
- Zur nativistischen Behandlung des Tiefensehens. Leipzig, Wien: F. Deuticke, 1892
- Letzte Lebenseinheiten und ihr Verband in einem Keimplasma, vom philosophischen Standpunkte. Leipzig: F. Deuticke, 1897
- Zur Hypothese der Sehstoffe und Grundfarben. Leipzig: Deuticke, 1898
- Philosophie der unbelebten Materie. Leipzig: J.A. Barth, 1907
- Lehrbuch der Logik in psychologisierender Darstellung. Leipzig: F. Deuticke, 1910